# Alexander Haas (Betriebswirt)
Alexander Haas (* 1967) ist ein deutscher Betriebswirt und seit 2012 Inhaber der Professur für Marketing an der Justus-Liebig-Universität Gießen.

## Werdegang
Nach seinem Studium der Betriebswirtschaft von 1989 bis 1996 promovierte Haas im Jahr 2000. Im gleichen Jahr begann er eine Tätigkeit als wissenschaftlicher Assistent an der Friedrich-Alexander-Universität Erlangen-Nürnberg, die er bis 2006 ausübte. Es schloss sich eine Tätigkeit als Assistenzprofessor für Marketing an der Universität Bern an, nach seiner Habilitation im Jahr 2008 erhielt er schließlich den Ruf auf die Professur für Marketing 2 an der Karl-Franzens-Universität Graz, wo er bis 2012 blieb. Nachdem er an der Professur für Marketing an der Universität Gießen bereits zwei Jahre lang einen Lehrauftrag innegehabt hatte, wurde er im Jahr 2012 als Inhaber dieser Professor berufen.

## Arbeitsgebiete
- Business-to-Business-Management
- Innovationsmanagement
- Kundenorientierung von Mitarbeitern und Unternehmen
- Strategieimplementierung
- Vertriebsmanagement und Persönlicher Verkauf

## Mitgliedschaften
- Mitglied des Herausgeberbeirats des Jahrbuchs Vertriebs- und Handelsmanagement
- Mitglied der American Marketing Association (AMA)
- Mitglied der Academy of Marketing Science (AMS)
- Mitglied der European Marketing Academy (EMAC)
- Mitglied im Verband der Hochschullehrer für Betriebswirtschaft e.V. (VHB)

## Publikationen

### Monographien
- Discounting. Konzeption und Anwendbarkeit des Discount als Marketingstrategie. [Discounting. Conceptualization and Applicability of Price-Focused Marketing Strategies], Nürnberg

### Beiträge in Fachzeitschriften (Auswahl)
- mit Harri Terho, Andreas Eggert und Wolfgang Ulaga: Implementing Sales Strategy in Business Markets: The Role of Salesperson Customer Orientation and Value-Based Selling. In: Industrial Marketing Management. 45, 2015, S. 12–21.
- mit P. Kenning: Utilitarian and Hedonic Motivators of Shoppers’ Decision to Consult with Salespeople. In: Journal of Retailing. 90, 3, 2014, S. 428–441.
- mit A. Eggert, H. Terho und W. Ulaga: Erfolgsfaktor Value-Based-Selling – Verkaufen, wenn Kundenorientierung nicht zum Erfolg führt. [ Success factor Value-Based-Selling – Selling while customer orientation does not lead to success ] In: Marketing Review St. Gallen. 4, 2013, S. 64–72.

### Sammelwerke
- mit H. Diller und B. Ivens: Verkauf und Kundenmanagement. Eine prozessorientierte Konzeption. [Selling and Customer Management. A Process-Oriented Approach], Stuttgart u. a. 2005.
- mit B. Ivens: Innovatives Marketing. Entscheidungsfelder – Management – Instrumente. [Innovative Marketing. Decision Areas – Management – Instruments]. Wiesbaden 2005.

### Beiträge in Sammelwerken (Auswahl)
- Interessentenmanagement. [Prospect Management]. In: Klaus D. Wilde (Hrsg.): Grundlagen des CRM. Konzepte und Gestaltung. 3. Auflage. Wiesbaden 2010. (revision and update of the 2006 version; forthcoming)
- mit R. Köhler: Vertriebsorganisation. [Sales Organization]. In: Ch. Homburg, J. Wieseke (Hrsg.): Handbuch Vertriebsmanagement.. Wiesbaden 2010. (forthcoming), 2010
- Welche Anforderungen muss gutes Mystery Research erfüllen? [What Are the Requirements of Good Mystery Research?] In: planung & analyse (Hrsg.): p&a Guide Mystery Research. Zeitschrift für Marktforschung und Marketing, Wiesbaden 2007, S. 8–17. (published previously in: p&a Guide Mystery Research, Hrsg. von planung & analyse. Zeitschrift für Marktforschung und Marketing, Wiesbaden 2006, S. 10–19).
- Interessentenmanagement. [Prospect Management]. In: Klaus D. Wilde (Hrsg.): Grundlagen des CRM. Konzepte und Gestaltung. 2. Auflage. Wiesbaden 2006, S. 443–471. (revision and update of the 2004 version)